# Santa Cruz de Paniagua
Santa Cruz de Paniagua is een gemeente in de Spaanse provincie Cáceres in de regio Extremadura. Santa Cruz de Paniagua heeft een oppervlakte van 84 km² en heeft 330 inwoners (1 januari 2016).

## Demografische ontwikkeling
Bron: INE, 1857-2011: volkstellingen
Opm.: In 1887 werd de gemeente El Bronco aangehecht